# Algoritmo de Karatsuba
Assenálio ou Método de Multiplicação de Karatsuba é um método utilizado para multiplicar números grandes eficientemente, descoberto por Anatolii Alexeievitch Karatsuba em 1960; e publicado em 1962. Este algoritmo reduz a multiplicação de dois números de {\displaystyle n} dígitos a no máximo:
{\displaystyle M(n)=O(n^{\log _{2}3}),\quad \log _{2}3=1{,}5849\ldots } multiplicações de dígitos simples e a exatamente {\displaystyle n^{\log _{2}3}} quando {\displaystyle n} é uma potência de 2.

É mais rápido que o método usual de multiplicação longa, que necessita de {\displaystyle n^{2}} multiplicações de um dígito simples.
Por exemplo, seja {\displaystyle n=2^{10}=1024}.
O cálculo final exato será {\displaystyle 3^{10}=59.049} e {\displaystyle (2^{10})^{2}=1.048.576}, respectivamente.
O algoritmo de Toom-Cook é uma generalização mais rápida do algoritmo de Karatsuba. Para {\displaystyle n} suficientemente grande, o algoritmo de Schönhage-Strassen é melhor que o algoritmo de Karatsuba.
O algoritmo de Karatsuba é um exemplo de algoritmo do tipo divisão e conquista, e do modelo de algoritmo de partição binária. A classificação de algoritmos do tipo divisão e conquista foi usada pela primeira vez para este método.

## Algoritmo
A demonstração será feita por fórmulas. Seja a igualdade:
{\displaystyle (a+bx)^{2}=a^{2}+((a+b)^{2}-a^{2}-b^{2})x+b^{2}x^{2}.}
Desde que {\displaystyle 4ab=(a+b)^{2}-(a-b)^{2}}, a multiplicação dos números {\displaystyle a} e {\displaystyle b} possui desempenho equivalente à ordem quadrática.
Seja {\displaystyle X} um número de {\displaystyle n} dígitos, que é igual a
{\displaystyle X=e_{0}+2e_{1}+\ldots +2^{n-1}e_{n-1},}

onde {\displaystyle e_{j}\in {0,\;1},\;j=0,\;1,\;\ldots ,\;n-1}.
Assume-se por simplicidade que {\displaystyle n=2^{m},\;m\geqslant 1;\;n=2k}. Escrevendo-se {\displaystyle X} como
{\displaystyle X=X_{1}+2^{k}X_{2},}

onde
{\displaystyle X_{1}=e_{0}+2e_{1}+\ldots +2^{k-1}e_{k-1}}

e

{\displaystyle X_{2}=e_{k}+2e_{k+1}+\ldots +2^{k-1}e_{n-1},}

então calculando {\displaystyle X^{2}}, fica como
{\displaystyle X^{2}=(X_{1}+2^{k}X_{2})^{2}=X_{1}^{2}+((X_{1}+X_{2})^{2}-(X_{1}^{2}+X_{2}^{2}))2^{k}+X_{2}^{2}2^{n}.\qquad (1)}

{\displaystyle X_{1}} e {\displaystyle X_{2}} possuem {\displaystyle k} dígitos. {\displaystyle X_{1}+X_{2}} podem ter no máximo até {\displaystyle k+1} dígitos. Neste caso, serão representados como {\displaystyle 2X_{3}+X_{4}}, onde {\displaystyle X_{3}} é um número de {\displaystyle k} dígitos e {\displaystyle X_{4}} é um número de um único dígito. Então
{\displaystyle (X_{1}+X_{2})^{2}=4X_{3}^{2}+4X_{3}X_{4}+X_{4}^{2}.}
Seja {\displaystyle \varphi (n)} o número de operações suficiente para a construção de {\displaystyle n} dígitos ao quadrado pela fórmula (1). Percebe-se que de (1) prossegue a desigualdade em {\displaystyle \varphi (n)}:
{\displaystyle \varphi (n)\leqslant 3\varphi (n2^{-1})+cn,\qquad (2)},

onde {\displaystyle c>0} é uma constante em valor absoluto. Na verdade, o lado direito de (1) contém a soma de três quadrados de {\displaystyle k} dígitos, {\displaystyle k=n2^{-1}}, que para serem calculados necessitam de {\displaystyle 3\varphi (m)=3\varphi (n2^{-1})} operações.
Todos os outros cálculos no lado direito de (1), a saber, são a multiplicação por {\displaystyle 4,\;2^{k},\;2^{n}}, cinco adições e uma subtração de no máximo {\displaystyle 2n} dígitos necessários a no máximo {\displaystyle n} operações. Disto resulta (2). Aplicando (2) sucessivamente para
{\displaystyle \varphi (n2^{-1}),\;\varphi (n2^{-2}),\;\ldots ,\;\varphi (n2^{-m+1})}

e tendo em conta que
{\displaystyle \varphi (n2^{-m})=\varphi (1)=1,} obtemos
{\displaystyle \varphi (n)\leqslant 3(3\varphi (n2^{-2})+cn2^{-1})+cn=3^{2}\varphi (n2^{-2})+3c(n2^{-1})+cn\leqslant \ldots \leqslant }
{\displaystyle \leqslant 3^{m}\varphi (n2^{-m})+3^{m-1}c(n2^{-m+1})+3^{m-2}c(n2^{-m+2})+\ldots +3c(n2^{-1})+cn=}
{\displaystyle =3^{m}+cn\left(\left({\frac {3}{2}}\right)^{m-1}+\left({\frac {3}{2}}\right)^{m-2}+\ldots +\left({\frac {3}{2}}\right)+1\right)=}
{\displaystyle =3^{m}+2cn\left(\left({\frac {3}{2}}\right)^{m}-1\right)<3^{m}(2c+1)=(2c+1)n^{\log _{2}3}.}

Assim, para um número de {\displaystyle \varphi (n)} operações, suficientes para a construção de {\displaystyle n} dígitos ao quadrado pela fórmula (1), a estimativa será de:
{\displaystyle \varphi (n)<(2c+1)n^{\log _{2}3},\quad \log _{2}3=1{,}5849\ldots }

Se {\displaystyle n} não for uma potência de dois, então haverá um número inteiro de {\displaystyle m} dígitos especificando as desigualdades {\displaystyle 2^{m-1}<n\leqslant 2^{m}}, expressando {\displaystyle X} como um número de {\displaystyle 2^{m}} dígitos, isto é, deixando {\displaystyle 2^{m}-n} símbolos iguais a zero à esquerda:
{\displaystyle e_{n}=\ldots =e_{2^{m}-1}=0.}

Todos os outros argumentos válidos para {\displaystyle \varphi (n)} produzem a mesma cota superior ligada a essa ordem de {\displaystyle n}.